# پی.جی.تی. بوریگارد
 پیِر گوستاو توتان-بورِگار (انگلیسی: P. G. T. Beauregard؛ ۲۸ مهٔ ۱۸۱۸ – ۲۰ فوریهٔ ۱۸۹۳) فرمانده ارشد ارتش کنفدراسیون در جنگ داخلی آمریکا بود.
جنگ داخلی آمریکا با حملهٔ نیروهای تحت فرمان وی به فورت سامتر در کارولینای جنوبی آغاز شد. یکی از موفقیت‌های مهم‌اش، ممانعت از سقوط شهر استراتژیک پیترزبورگ، ویرجینیا بود که برای مدت‌ها در محاصرهٔ ارتش اتحادیه قرار داشت. با پایان جنگ، نیروهای تحت فرمانش را به ژنرال شرمن تسلیم کرد.
او دانش‌آموختهٔ آکادمی نظامی وست‌پوینت بود.